# Johann Baptist Feßler
Johann Baptist Feßler (* 29. August 1803 in Bregenz; † 14. März 1875 in Wien; auch Fessler geschrieben) war ein österreichischer Bildhauer.

## Leben
Der Sohn eines Drechslermeisters arbeitete zunächst in der Werkstätte seines Vaters, wobei die ersten Holzbildwerke entstanden. Feßler absolvierte die Akademie der bildenden Künste Wien von 1822 bis 1831, wobei er davon die Abteilung Graveurschule in den Jahren 1822 bis 1825 unter Josef Klieber besuchte. In den Jahren von 1826 bis 1832 studierte er in der Bildhauerklasse von Johann Nepomuk Schaller. 
Feßler schuf erst Kleinplastiken, bis er aus dem Haus Liechtenstein den Auftrag für mehrere dekorative Figurengruppen erhielt. Im Jahre 1848 schuf er eine Kolossalbüste Mozarts, einige Komponistenporträts und Amoretten für den Mozarthof in der Wiener Rauhensteingasse. Für die Gedenkstätte Heldenberg fertigte er mehrere Bildnisbüsten österreichischer Generäle an. Ein preisgekröntes Marmorstandbild Ernst Rüdiger von Starhemberg modellierte er für die 1897 abgerissene Elisabethbrücke, es befindet sich heute auf der Zufahrtsstraße zum Wiener Rathaus. Im Zuge des Baus der Wiener Votivkirche schuf Feßler zahlreiche Statuen, Reliefs und über 350 Modelle. Dieser Auftrag beschäftigte ihn über 17 Jahre hinweg. Nebenher fertigte er weiter Porträtbüsten prominenter Persönlichkeiten sowie die überlebensgroßen Figurengruppen für die Wiener Elisabethkirche an. 
Im Lauf der Zeit wandte sich Feßler von den klassizistischen Theorien seines Lehrers Josef Klieber ab. Fessler war kein Individualist, sondern für die Arbeit im Ensemble prädestiniert.
Nach seinem Tode wurde er auf dem Wiener Zentralfriedhof beerdigt. Die Feßlergasse in Wien-Favoriten wurde 1958 nach ihm benannt.

## Werke
- 102 Porträtbüsten von Heerführern, Gedenkstätte Heldenberg
- Büsten der Komponisten Wolfgang Amadeus Mozart, Gaetano Donizetti, Vincenzo Bellini, Ludwig van Beethoven, Luigi Cherubini, Christoph Willibald Gluck, Joseph Haydn, Giacomo Meyerbeer und Gioachino Rossini, 1849 (Wien, Mozarthof)
- Dekorativer Schmuck des Palais Liechtenstein, 1844–47
- 350 Modelle für Wasserspeier, Engel, Gnome, Menschenköpfe, Tiergestalten, ein kolossaler Christuskopf, Statuen von Heinrich II., den Heiligen Gregor und Augustinus, den Propheten Joel, Daniel, Amos und Zacharias, sowie ein Relief über der Sakristeitür für die Votivkirche Wien
- Denkmal Ernst Rüdiger von Starhemberg (Wien, Elisabethbrücke; heute Rathausplatz)
- Skulpturen für die Elisabethkirche, Wien
- Büste Louis Spohr (Wien, Staatsoper)
- Bildnisbüste Ludwig Ritter von Benedek, 1848, Abguss von 1996, Bronzehohlguss, Heeresgeschichtliches Museum, Wien